# 동해자유무역지역관리원
동해자유무역지역관리원(東海自由貿易地域管理院)은 자유무역지역의 관리·운영 및 수출산업 지원 사무를 관장하는 대한민국 산업통상자원부의 소속기관이다. 또한 동해자유무역지역관리원은 2008년 8월 7일에 발족하였으며, 강원특별자치도 동해시 공단1로 177에 위치하고 있다. 그리고 동해자유무역관리원의 원장은 행정서기관·공업사무관 또는 시설사무관으로 보한다.

## 설치 근거 및 직무

### 설치 근거
- 「자유무역지역의 지정 및 운영에 관한 법률」 제51조제1항[1]

### 직무
- 동해자유무역지역의 관리·운영 등에 관한 사항
- 수출산업 지원에 관한 사항

## 연혁
- 1975년 12월 12일: 북평산업단지 개발구역 지정.
- 1995년 9월 27일: 국가산업단지 조성사업 준공.
- 1995년 12월 29일: 일반산업단지 조성사업 준공.
- 2005년 12월: 자유무역지역 지정고시.
- 2010년 4월 7일: 지식경제부 소속 동해자유무역지역관리원 설치.
- 2013년 3월 23일: 산업통상자원부 소속으로 변경.